# Дюэм (Кот-д’Ор)
Дюэ́м (фр. Duesme) — коммуна во Франции, находится в регионе Бургундия. Департамент коммуны — Кот-д’Ор. Входит в состав кантона Энье-ле-Дюк. Округ коммуны — Монбар.
Код INSEE коммуны — 21235.

## Население
Население коммуны на 2010 год составляло 54 человека.
| 1962 | 1968 | 1975 | 1982 | 1990 | 1999 | 2010 |
| ---- | ---- | ---- | ---- | ---- | ---- | ---- |
| 110  | 87   | 67   | 47   | 55   | 57   | 54   |

## Экономика
В 2010 году среди 34 человек трудоспособного возраста (15—64 лет) 29 были экономически активными, 5 — неактивными (показатель активности — 85,3 %, в 1999 году было 76,7 %). Из 29 активных жителей работали 28 человек (18 мужчин и 10 женщин), безработной была 1 женщина. Среди 5 неактивных 2 человека были учениками или студентами, 3 — пенсионерами, 0 были неактивными по другим причинам.